# Oligodranes
Oligodranes (лат.) — род двукрылых, единственный в составе подсемейства Oligodraninae  Evenhuis, 1990 из семейства жужжал (Bombyliidae). Известно 3 вида. Встречается в Палеарктике.

## Описание
Мухи жужжала мелких размеров: длина тела 1,25—6,5 мм, большинство видов около 3 мм. Синапоморфии таксона: есть два щупиковых сегмента с щупиковой ямкой; преаларные щетинки присутствуют; стернит 9 отдельный; эпифаллус присутствует в виде одной лопасти над эдеагусом. Жгутик с одним или двумя члениками с апикальным стилетом, щупики состоят из двух сегментов. М2 отсутствует; анальная ячейка закрыта. Глаза самца дихоптические, разделены на крупные фасетки сверху и маленькие внизу. Лицо не сильно выступает за край глаза при виде сбоку; затылочные камеры частично развиты; голова немного шире, чем в высоту. Одна или две небольшие преанальные щетинки присутствуют, как и тергальный фулкрум. Дискальная медиальная ячейка крыла присутствует, M2 отсутствует и анальная ячейка закрыта; коста округлая. Эпандрий гениталий самца выемчатый, гипандрий присутствует, гонококситы слиты, эпифаллус хорошо развит в виде округлой доли над гонопорой. Тергиты 9 и 10 самки слиты, акантофоритные шипы отсутствуют, присутствуют три сперматеки со сперматофорная луковица склеротизирована.

## Классификация
Включает 3 вида. Ранее Evenhuis (1990) показал, что большинство видов, ранее помещённых в род Oligodranes (около 50 из США и несколько из южной Афрки), на самом деле являются членами других родов, главным образом Apolysis (который он переопределил, включив в него виды с закрытой дискальной ячейкой), и что сам Oligodranes имеет признаки, которые исключают его как из подсемейства Phthiriinae, так и из Usiinae. Соответственно, он предложил новое подсемейство, Oligodraninae, для его включения. Oligodranes имеет отчётливое лицо под усиками, двухсегментные пальпы, отчётливый терминальный второй членик жгутика, акантофориты и песчаную камеру. Филогенетический анализ Yeates (1994) поместил Oligodraninae между Mythicomyiidae и остальными Bombyliidae.
- Oligodranes flavus Paramonov, 1929 — Азербайджан, Туркменистан, Узбекистан
- Oligodranes israeliensis Zaitzev, 1966 — Израиль
- Oligodranes obscuripennis Loew, 1844 — Италия, Греция, Турция, Иран